# Альберто да Зара
Альберто да Зара (італ. Alberto da Zara; 8 квітня 1889, Падуя — 4 червня 1951, Фоджа) — італійський військово-морський діяч, адмірал ескадри Королівських ВМС Італії, учасник Першої та Другої світових воєн.

## Біографія
Альберто да Зара народився 8 квітня 1889 у Падуї у Лігурії у родині відставного офіцера кінноти.
Військова кар'єра
- 1911 — гардемарин
- 1913 — лейтенант
- 1915 — старший лейтенант
- 1923 — капітан корвета
- 1927 — капітан фрегата
- 1933 — капітан
- 2 січня 1939 — контр-адмірал
- 1941 — дивізійний адмірал
- 1944 — адмірал ескадри

У листопаді 1907 поступив на навчання до Військово-морської академії Італії в Ліворно, яку закінчив у 1911 році, та з присвоєнням звання гардемарина прибув для проходження служби на лінкор «Рома», а згодом на броненосець «Вітторіо Емануеле». У складі екіпажу цього бойового корабля бився в італійсько-турецькій війні. Лейтенант з 1913 року, Альберто да Зара напередодні вступу Італії до Першої світової війни проходив службу на есмінці «Іррек'єто».
На початку Першої світової війни він був обраний, щоб командувати підрозділом, який мав завдання окупувати австрійський острів Пелагоза в Адріатичному морі. Метою акції було встановити станцію спостереження на острові для контролю пересування військово-морських сил ворога. 11 липня 1915 відбулася вдала висадка десанту, але потім австрійський флот почав серію військово-морських дій з метою вибити маленький підрозділ із захопленого острову. Пелагоза кілька разів бомбили, як з моря, так й з повітря. 17 серпня австрійські війська влаштували потужний штурм й відбили острів у сміливого лейтенанта. Да Зара був легко поранений у праве вухо, а потім одужував до грудня, коли він прибув для проходження подальшої служби на есмінець «Іпполіто Ньєво».
На есмінці «Іпполіто Ньєво», що базувався в Бриндізі, да Зара брав участь у військово-морських операціях у нижній Адріатиці.
У післявоєнний час служив на низці бойових кораблів, зокрема напередодні Другої світової війни командував легкими крейсерами «Емануеле Філіберто дука д'Аоста», «Раймондо Монтекукколі».
З початком війни на Середземному морі очолював різнорідні військово-морські з'єднання та об'єднання Королівських ВМС, відзначився у морських битвах проти союзних конвоїв літом 1942 року (операції «Гарпун» та «П'єдестал»). Після капітуляції Італії вийшов із залишками італійського флоту до британської Мальти, де здався союзникам. До кінця війни перебував у таборі для інтернованих осіб на острові.
У післявоєнний час повернувся на Батьківщину, де помер 4 червня 1951 у Фоджі.